# Palazzo della Borsa (Firenze)
Il Palazzo della Borsa di Firenze si trova sul Lungarno Diaz, tra piazza dei Giudici 3, via de' Saponai e piazza Mentana 2.

## Storia

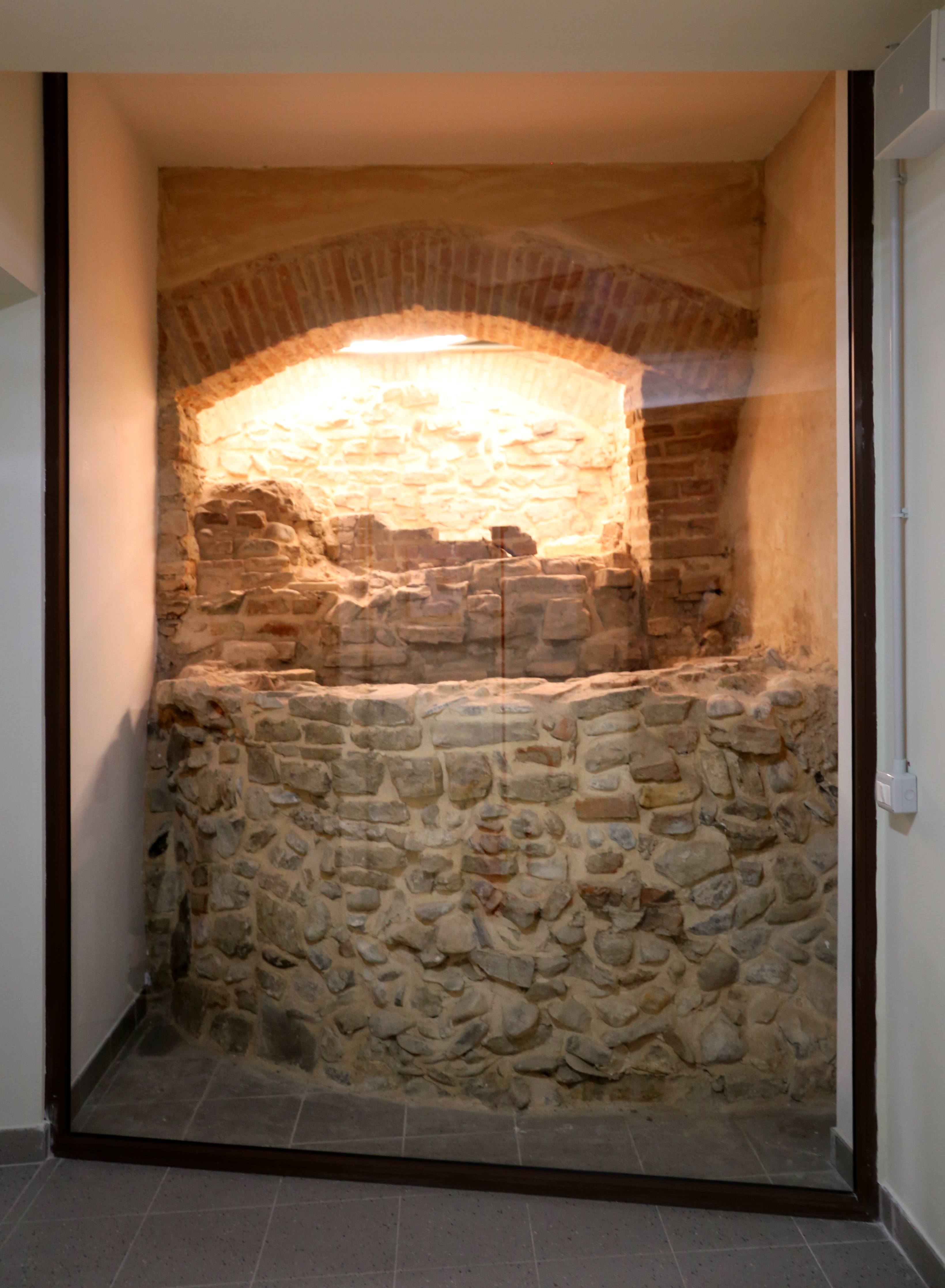
Fornaci e cisterne del vecchio tiratoio dell'Arte della Lana

Il vasto edificio sorge su un'area occupata fino a metà Ottocento dal tiratoio di Piazza d'Arno, detto anche "delle Grazie", "delle Travi" o "de' Castellani", da alcuni studiosi attribuito ad Arnolfo di Cambio. Quando le antiche corporazioni furono sciolte da Pietro Leopoldo, gran parte del patrimonio dell'Arte della Lana passò alla neonata Camera di Commercio, e questa zona venne individuata per un grande palazzo atto a ospitare la Camera, la Borsa di Commercio e la Banca Nazionale Toscana (oggi ospita la Camera di Commercio Industria Artigianato e Agricoltura di Firenze).
Il palazzo, dopo la demolizione del tiratoio e un complesso intervento di riordino edilizio e viario tutto intorno all'area (condotto su progetto dell'ingegnere Felice Francolini), fu eretto tra il 1858 e il 1860 sulla base di un progetto del giovane architetto Michelangelo Maiorfi, rielaborato con significative modifiche dall'accademico Emilio De Fabris. Nel periodo di Firenze Capitale (1865-1871) fu mantenuta al complesso la funzione di Camera di Commercio, seppure con gli accresciuti oneri di rappresentanza amministrativa del governo.
Nel 1914-1915 venne aperto l'ingresso sulla piazza dei Giudici ed eseguiti alcuni lavori interni su progetto dell'architetto Ugo Giusti. Al 1931-1933, poi, è da datare un intervento curato dall'architetto Ezio Cerpi che portò a rialzare l'intero sottotetto ricavando il secondo piano e portando il palazzo alla sua volumetria attuale. A questi stessi anni risale la scelta di un intonaco liscio sui fronti e la realizzazione di un ampio salone sul lato di piazza Mentana, destinato a Borsa Valori.
Le ultime modifiche di un certo rilievo riguardarono sempre gli interni, segnatamente il nuovo vestibolo d'ingresso sulla piazza dei Giudici, curato da Italo Gamberini nei primi anni cinquanta, e il nuovo allestimento del salone dell'Anagrafe, attuato all'inizio degli anni settanta (1971) su progetto dell'architetto Pierluigi Spadolini, che curò anche la realizzazione di un ampio auditorium e provvide a risarcire la fabbrica dai numerosi danni provocati dall'alluvione del 4 novembre 1966.
Tra il marzo 2003 e il febbraio 2005 l'edificio è stato interessato dalla ricostruzione degli intonaci esterni e da un intervento di restauro relativo a tutti gli elementi lapidei della facciata e alle coperture. Tra il 2012 e il 2013, per le cure del Provveditorato alle Opere Pubbliche e la direzione dei lavori dell'ingegnere Bruno Giannone, il complesso è stato interessato da ulteriori lavori di ristrutturazione.

## Descrizione

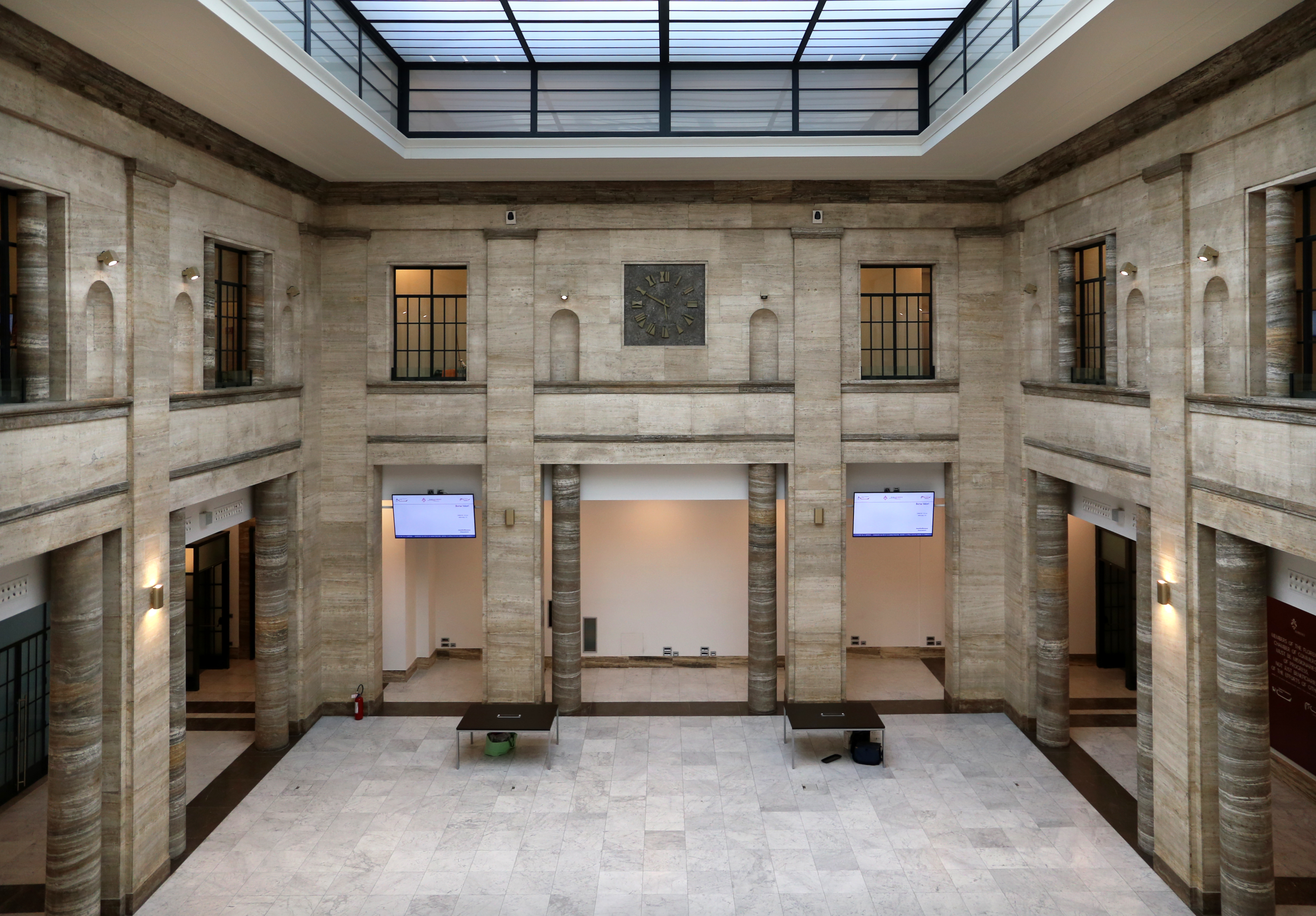
La ex-sala della Borsa

L'edificio, di ispirazione rigidamente neoclassica nella facciata sul lungarno, si presenta con un corpo centrale a imitazione di un tempio greco contenuto entro superfici lisce e intonacate: è da tenere tuttavia presente che originariamente gli affacci presentavano una finitura in pietra artificiale, più scura rispetto al colonnato centrale, e che comunque certo alleggeriva l'impatto dell'ampio fronte su questa porzione del lungarno. Sul fronte principale, ai due lati del pronao, sono due bassorilievi con l'insegna dell'Arte della Lana.
All'interno si trovano le pitture murali di Galileo Chini in stile neorinascimentale (1914-15) dell'atrio raffiguranti l'Agricoltura e il Commercio, ancora in parte esistenti seppure coperte dietro l'attuale controsoffitto.
"Il salone, a doppio volume con affacci interni dal primo piano lungo tre lati e coperto da un ampio lucernario, riflette sia per i materiali che per la ricerca di monumentalità lo stile dell'epoca, quella sorta di gusto neoclassico in chiave con l'ideologia dell'Impero che ha caratterizzato tanti manufatti architettonici di quel periodo. Tuttavia, la funzionalità degli spazi in relazione alla destinazione d'uso, la sobrietà delle linee e la misura nell'introduzione di elementi puramente decorativi, che in qualche modo denunciano anche l'influenza della nuova architettura razionalista, ne fanno un organismo armonico e dotato di una propria identità, un manufatto di pregio non altissimo, ma comunque di grande interesse e meritevole di essere salvaguardato".

## Opere già nel palazzo della Borsa
- Sandro Botticelli, Madonna del Roseto (1469-1470), oggi agli Uffizi

## Bibliografia

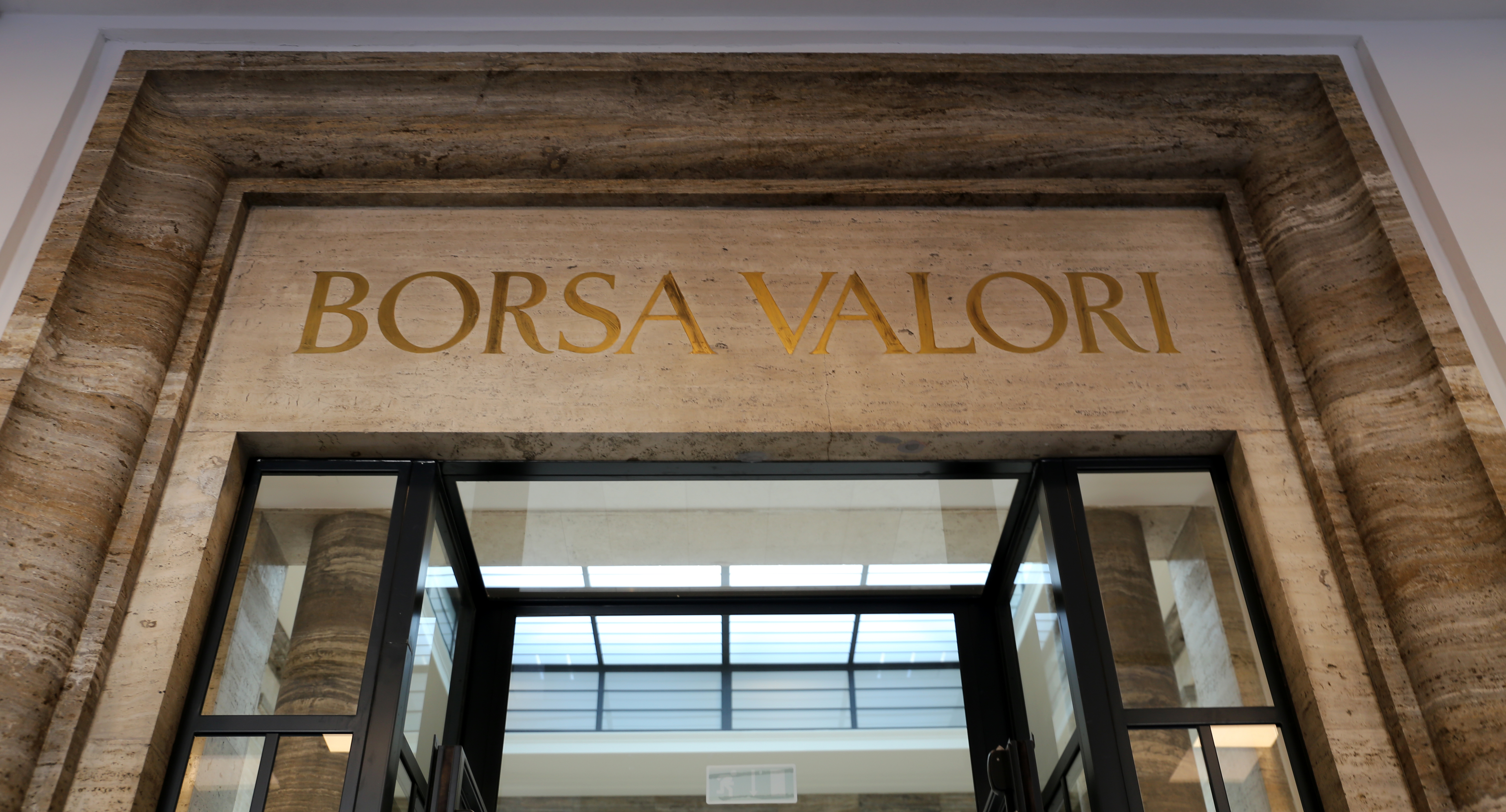
La Borsa Valori

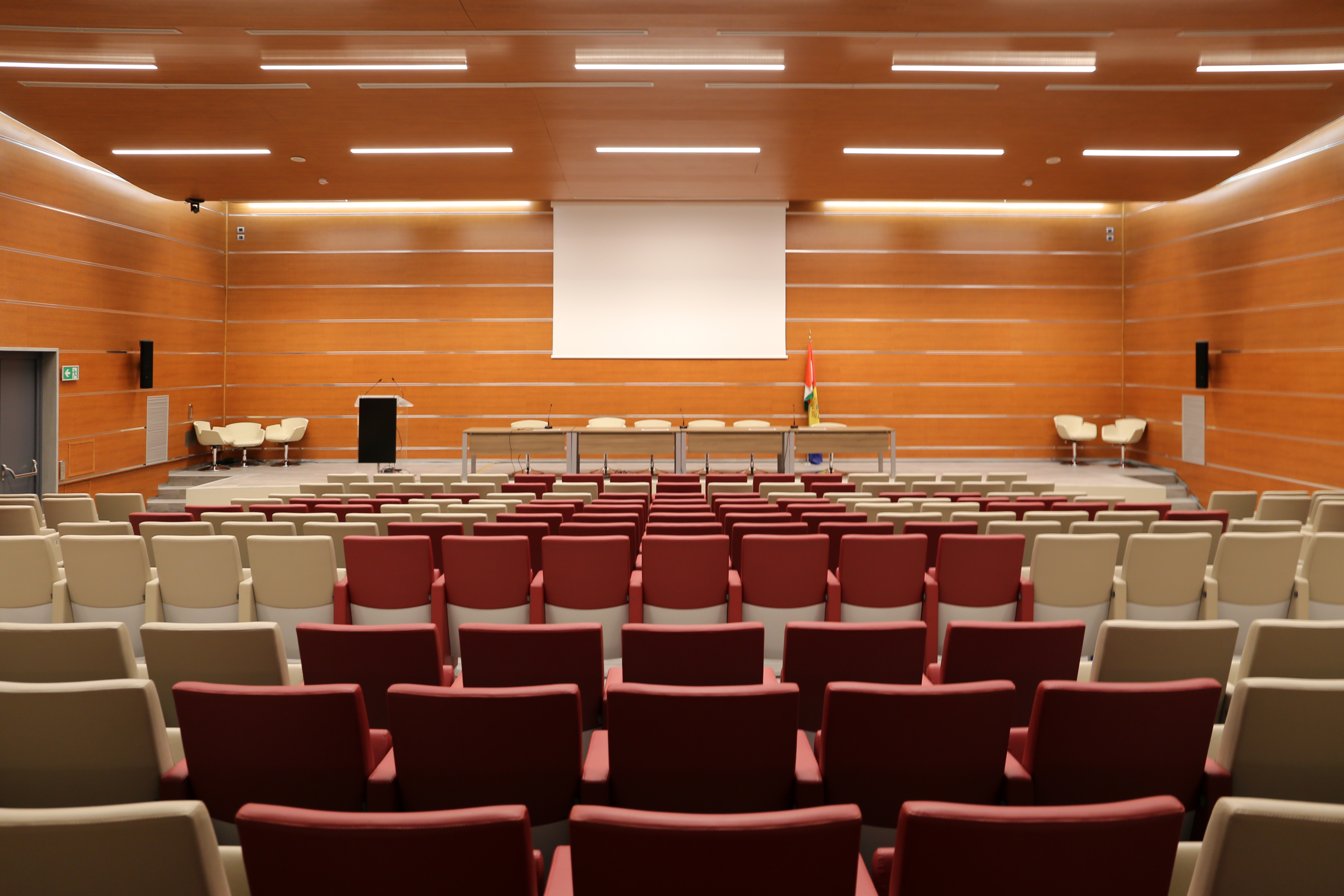
L'auditorium

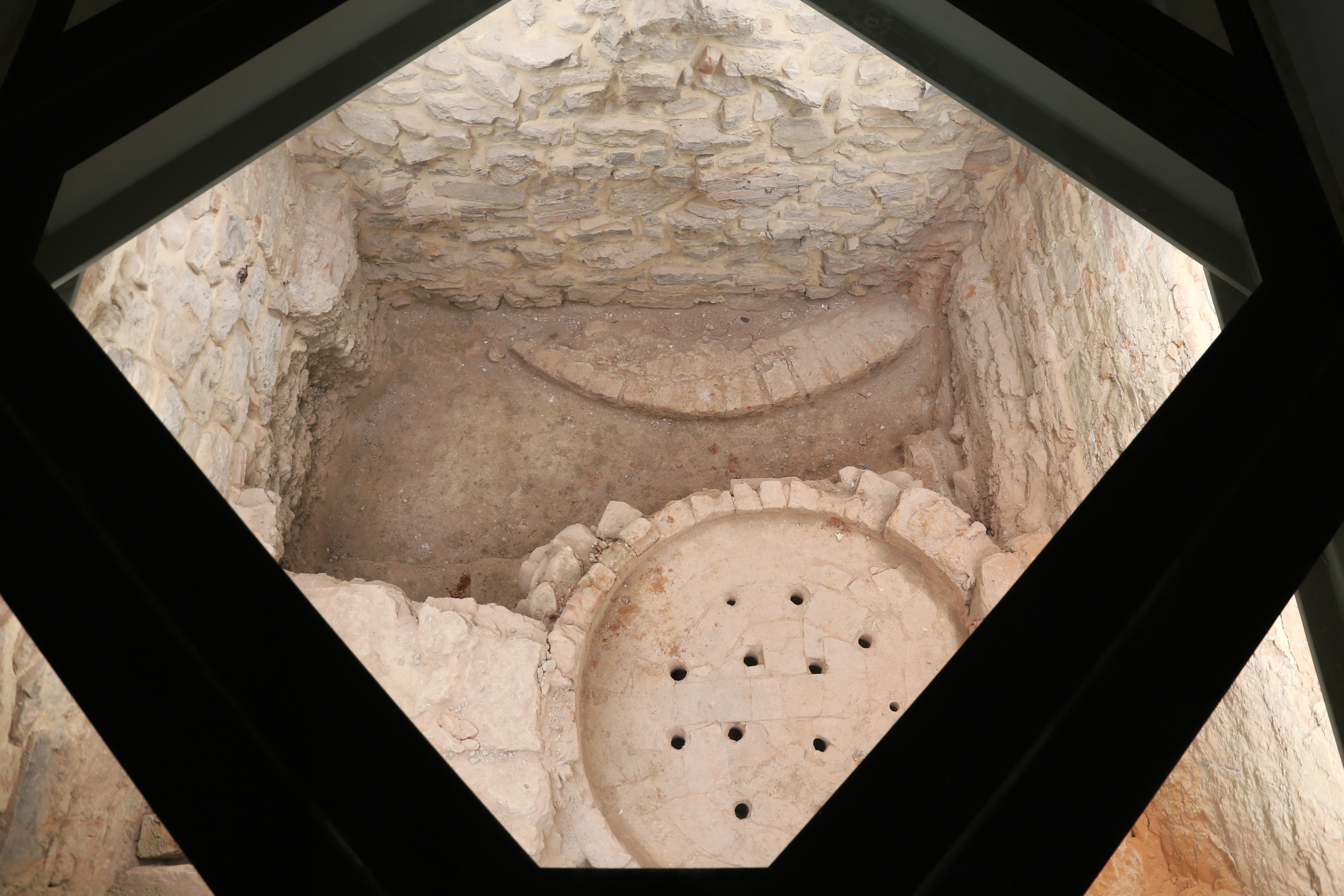
Resti del tiratoio nei sotterranei